# David Rivas
David Rivas Rodríguez (* 2. Dezember 1978 in Dos Hermanas) ist ein ehemaliger spanischer Fußballspieler. Er bestritt insgesamt 150 Spiele in der Primera División und der rumänischen Liga 1. Im Jahr 2005 gewann er mit Betis Sevilla die Copa del Rey.

## Karriere
Der 1,90 Meter große Innenverteidiger verbrachte den Großteil seiner Profikarriere beim spanischen Erstligisten Betis Sevilla. Seine Profikarriere begann er in der Saison 1998/1999 beim Club Betis Sevilla B, wo er in 38 Liga-Spielen drei Tore erzielte.
Die zweite Mannschaft konnte ihn jedoch nicht lange halten und er wechselte in der darauffolgenden Saison zu Real Betis A. Bis zur Saison 2006/2007 schoss er für die A-Mannschaft in 172 Spielen acht Tore. 2005 gewann er die begehrte Copa-del-Rey-Trophäe mit seinem Team. In der Saison 2005/2006 bestritt er zudem 7 Spiele in der UEFA Champions League und hatte 2 Einsätze im UEFA Cup.
Im Sommer 2010 wechselte er nach Rumänien zum FC Vaslui. Dort schloss er die Spielzeit 2010/11 auf dem dritten Platz ab, konnte sich aber nicht dauerhaft durchsetzen. Nach nur einem Jahr kehrte er nach Spanien zurück und heuerte bei SD Huesca in der Segunda División an. Am Ende der Saison 2012/13 musste er mit seinem Klub absteigen. Anschließend beendete er im Sommer 2013 seine Karriere.

## Erfolge
- 2005 spanischer Pokalsieger mit Real Betis